# Прокимен
Проки́мен або прокімен (грец. προκείμενον - той що випереджує) — у літургійній практиці церков Візантійського обряду спів короткого стиха зі Святого Письма - коротка пісня, яка передує  читанню Апостола, Євангелія. Рідше прокімен може і не випереджати читання з Біблії. Співають його почергово народ (хор) та читець. Складається з вірша, у власному розумінні званого «прокімном» (співається) і одного «стиха» (частіше читається), що добраний із Святого Письма.
Прокимен не обирається на основі персональних вподобань священника, читця або керівника хору. Переважно недільні і тижневі прокимени беруться згідно Октоїху використовуючи відповідний тон, проте багато свят мають власні прокимени.
Недільний прокимен (6-го гласу), що вимовляється напередодні недільного дня під час вечірні, виголошується у вівтарі і повторюється хором. Вечірній Прокимен сповіщає кінець одного і початок іншого дня.
Прокимени за призначенням бувають кількох видів:
- еортологічні - глибше розкривають суть свята чи літургійного дня, або ж розповідають про подвиг святого, пам'ять якого звершуємо;
- параклетичні - висловлюють прохання вірних до Господана особливу потребу;
- екзегетичні - служать для кращого розуміннянаступного біблійного читання;
- дидактичні - містять загальне повчання.

Фактично прокімен на Літургії є залишком старозавітного читання, яке в давнину було під час звершення Євхаристії. Воно збереглося й досі у Літургіях деяких традицій. У сучасній візантійській Літургії виконується два читання: Апостол та Євангеліє, а читання Старого Завіту здійснюється на вечірніх, напередодні великих свят, на Літургії Напередосвячених дарів.